# Maddalena
Maddalena (Rusă: Маддалена) este o operă într-un act a compozitorului rus Serghei Prokofiev, care a scris și libretul inspirat după piesa de teatru scrisă de Magda Gustavovna Lieven-Orlov sub pseudonimul Baronul Lieven.

## Origini
Înainte de Maddalena Prokofiev a compus deja patru opere (prima fiind Uriașul, compusă când Prokofiev avea opt ani) dar Maddalena este prima lucrare a lui Prokofiev în acest gen care să primească un număr opus (Op. 13). Opera a fost compusă în vara anului 1911 când Prokofiev încă era student la Conservatorul din Sankt Petersburg și a fost abandonată cu doar una din cele patru scene orchestrată. Subiectul se învârte în jurul unui triunghi amoros din Veneția secolului al XV-lea. Prokofiev a scris în autobiografia sa că "acțiunea abundă de conflict, dramă, trădare și crimă" și a adăugat că "Baronul Lieven arată mai bine decât are talentat în dramaturgie". Premiera operei a avut loc abia 70 de ani mai târziu.

## Istoric
Prokofiev a început să orchestreze opera în 1912 în speranța de a fi jucată la Conservator. I-a arătat partitura pentru pian lui Nikolai Miaskovski care a comentat: "[muzica] este uneori uimitoare prin puterea sa sumbră, calitatea vulcanică a temperamentului [lui Prokofiev] este enormă". Conservatorul a respins opera, în cuvintele compozitorului deoarece libretul avea prea multe nuanțe ale poetului simbolist Konstantin Balmont și nu din cauza dificultăților muzicale.
În speranța de a fi jucată în 1913 Prokofiev a revizuit muzica și a dedicat a doua versiune lui Miaskovski. Totuși, premiera a fost anulată, la fel și potențialul de a fi jucată la Moscova în 1916. Când Prokofiev a părăsit Rusia în 1918 a lăsat manuscrisul în grija editurii muzicale din Moscova și nu s-a mai gândit la ea, deși Miaskovski i-a scris la Paris în 1924 să o ceară. Probabil asta l-a motivat pe Prokofiev să ia partitura când a vizitat Rusia în 1927 pentru a auzi producția rusă a operei Dragostea celor trei portocale. Când Prokofiev a revenit în Rusia permanent în 1936 partitura a rămas la Paris. A fost în cele din urmă publicată la Londra în 1960 de către Boosey & Hawkes. Văduva lui Prokofiev, Lina Prokofiev, care deținea drepturile exclusive asupra manuscrisului, a cerut muzicianului Edward Downes să o pună pe scenă. Inițial premiera trebuia să aibă loc la Opera din Saint Louis în 1980 dar din cauza problemelor contractuale, premiera a avut loc la Opera din Graz, Austria pe 28 noiembrie 1981, la aproape treizeci de ani după moartea lui Prokofiev, sub bagheta lui Downes. Premiera americană, folosind o versiune revizuită de Downes, a avut loc la Saint Louis pe 9 iunie 1982 sub bagheta lui Bruce Felden.

## Roluri
| Rol                 | Tip de voce |
| ------------------- | ----------- |
| Maddalena           | soprană     |
| Duenna              | soprană     |
| Genaro              | tenor       |
| Romeo               | tenor       |
| Stenio              | bas-bariton |
| Corul gondolierilor |             |

## Subiect
- Locație: Veneția
- Perioadă: în jurul anului 1400

Maddalena este soția artistului Genaro dar, în secret, are o aventură cu prietenul lui Genaro, alchimistul Stenio. Stenio îi spune lui Genaro despre femeia misterioasă care l-a sedus iar Genaro o recunoaște astfel pe Maddalena. Inițial ambii bărbați se întorc împotriva Maddalenei dar ea îi convige să se lupte între ei. Genaro îl ucide pe Stenio iar el însuși este rănit. Aflat pe moarte, o invită pe Maddalena să se sinucidă. Ea însă speculează pe cine a iubit dintre cei doi, dacă chiar a iubit. Apoi fuge la geam și strigă după ajutor, spunând că un străin i-a ucis soțul.